# Wełniak (roślina)

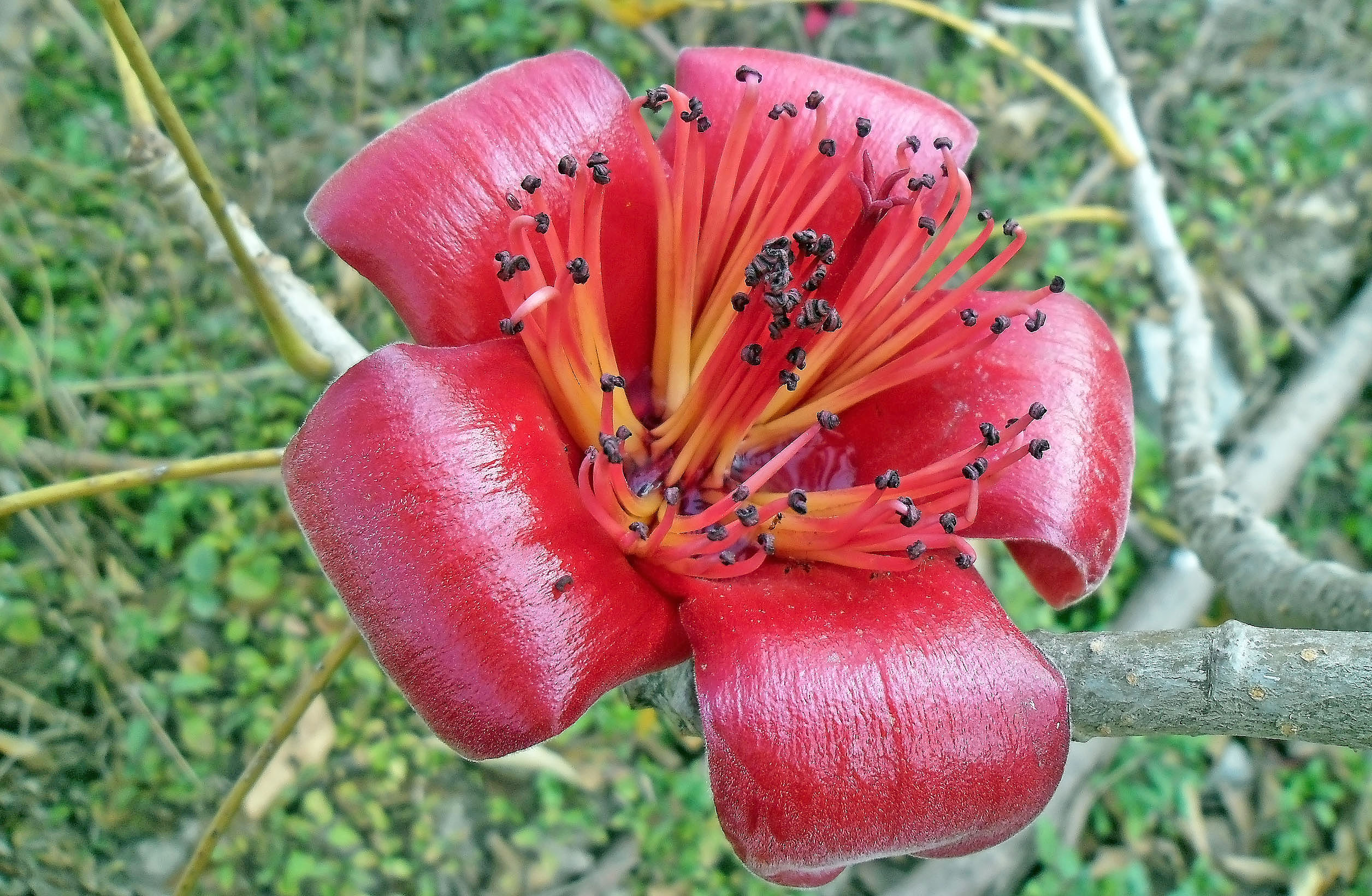
Kwiat Bombax ceiba

Wełniak (Bombax L.) – rodzaj drzew z rodziny ślazowatych. Obejmuje 8 gatunków. Rośliny te występują w tropikalnej części Afryki, Azji i Australii.
Drzewa te sadzone są jako ozdobne, stanowią źródło lekkiego drewna i kapoku – lekkiego puchu nasiennego. Szczególne znaczenie użytkowe ma wełniak azjatycki zwany też malabarskim. Często sadzony jest jako drzewo cieniodajne w parkach i przy ulicach. Stanowi istotne źródło kapoku (w naturze wykorzystywanego też przez mrówki Dolichoderus bispinosus do budowy ich mrowisk), z drewna sporządza się łodzie i zapałki, jest ono też wykorzystywane jako budulec konstrukcji podwodnych (nad wodą jest nietrwałe). Kwiaty tego gatunku są jadalne, a roślina wykorzystywana jest też jako lecznicza (w tym uznawana za afrodyzjak, żywica działać ma ściągająco i przeciwzapalnie). Z cierni Bombax buonopozense wykonywane są bierki szachowe.

## Morfologia
PokrójDrzewa zrzucające liście, czasem z pniem pokrytym grubymi cierniami.
LiścieDłoniastozłożone, z 5-9 całobrzegimi listkami, z których środkowy jest większy od pozostałych. Zrzucane w porze suchej.
KwiatyWyrastają pojedynczo lub skupione w wierzchotkowatych kwiatostanach w kątach liści. Szypułki z trzema, szybko odpadającymi liśćmi podkwiatowymi. Kwiaty dość okazałe, z kielichem kubeczkowatym lub rurkowatym, o brzegu uciętym lub głęboko podzielonym na łatki, czasem od zewnątrz ogruczolonym, odpadającym. Płatki korony kwiatu owalne, zwykle nieco asymetryczne. Pręciki bardzo liczne – od 70 do ponad 900, u nasady zrosłe, wyżej z wolnymi, długimi nitkami. Zakończone nerkowatymi lub owalnymi główkami składającymi się z pojedynczych pylników. Zalążnia pięciokomorowa z licznymi zalążkami, zwieńczona podzielonym na łatki lub całobrzegim znamieniem.
OwoceDrewniejące torebki otwierające się 5 klapami, w środku z trwałą kolumienką, zawierające liczne nasiona otoczone mniej lub bardziej obfitym u różnych gatunków puchem.

## Systematyka
Pozycja systematyczna
W systemach APG z końca XX i XXI wieku jest to rodzaj z podrodziny wełniakowych Bombacoideae w obrębie ślazowatych Malvaceae. W dawniejszych systemach klasyfikacyjnych wełniakowe podnoszone były zwykle do rangi rodziny wełniakowatych Bombacaceae. Z rodzaju wyodrębniane są dawniej tu zaliczane rośliny z rodzaju Rhodognaphalon (Ulbr.) Roberty.
Wykaz gatunków
- Bombax albidum Gagnep.
- Bombax anceps Pierre
- Bombax blancoanum A.Robyns
- Bombax buonopozense P.Beauv.
- Bombax cambodiense Pierre
- Bombax ceiba L. – wełniak azjatycki
- Bombax costatum Pellegr. & Vuillet
- Bombax insigne Wall.